# Georg Raddäus
Georg Raddäus (* 1649 in  Königsberg i. Pr.; † 1707 ebenda) war ein deutscher Kantor und Kapellmeister in Königsberg.

## Leben
Raddäus war Kantor der Tragheimer Kirche. Am Hof des Herzogs von Preußen übernahm er 1694 das Amt des Hofkapellmeisters von Johann J. Witte. 1701 sorgte er für die musikalische Ausgestaltung der Königskrönung von Friedrich I. zum König in Preußen. Auf einem Kupferstich von 1712 ist der ganze musikalische Apparat während der Salbung in der Königsberger Schlosskirche festgehalten. Nach seinem Tod wurde Raddäus „mit großer Musique“ in der Tragheimer Kirche beigesetzt.
Zu Raddäus’ Schülern gehörte Georg Riedel.